# 바오쯔

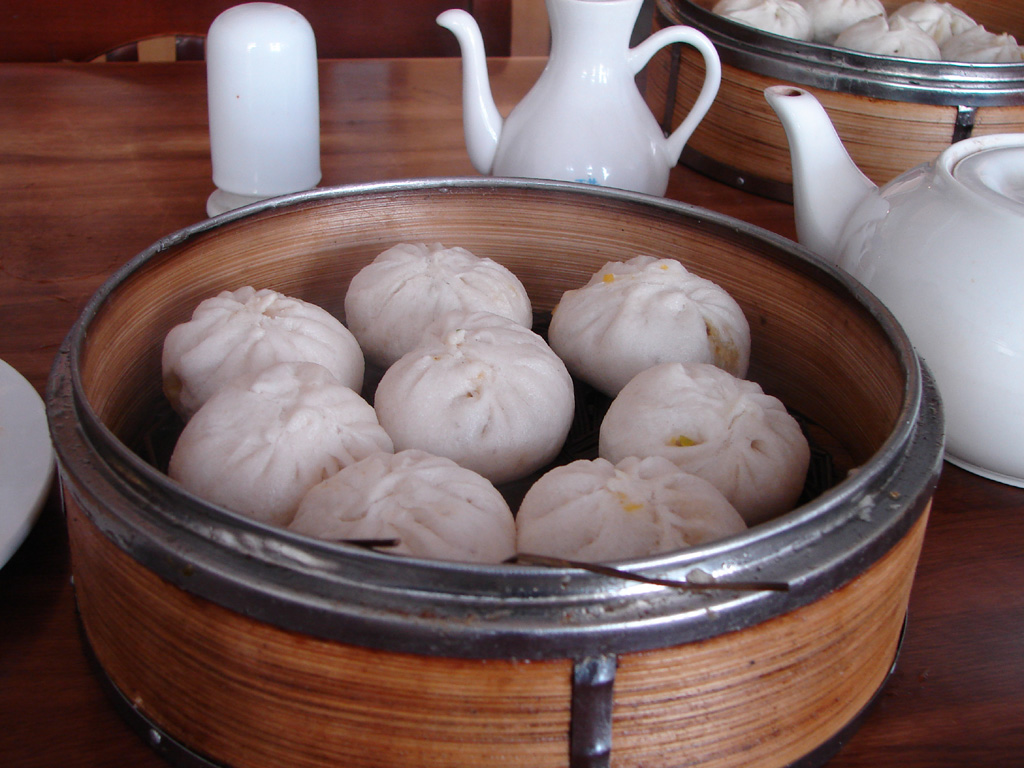
바오쯔

바오쯔(중국어: 包子, 병음: bāozi)는 뜨거운 중국 요리로 만두나 빵과 같이 속이 채워진 유형이다. 이의 만두 모양은 외관상 중국의 만터우와 매우 흡사하다. 바오쯔의 속은 고기와 야채로 채워진다. 중국의 문화상으로는 어느 시간 때에도 먹을 수 있지만, 흔히 아침으로 먹는다.
전설에 따르면 제갈량에 의해 발명되었다고 한다.

## 바오쯔의 종류
- 차사오바오(叉燒包): 차사오(바비큐 맛의 돼지고기)로 속이 채워진 유형
- 거우부리바오쯔(狗不理包子)
- 샤오룽바오(小籠包)
- 더우사바오(豆沙包): 단팥소(검은색이나 진한 갈색 속)로 채워진 만두 유형
- 롄룽바오(蓮蓉包): 단 연꽃 씨 페이스트(밝은 갈색 속)로 채워진 유형
- 나이황바오(奶黃包): 단 노랑 커스터드로 채워진 속

## 같이 보기
- 자오쯔
- 훈툰 (물만두)
- 궈톄 (튀긴만두)
- 정자오 (찐만두)
- 사오마이 (속이 보이는 만두)